# Constituția Greciei din 1973
Constituția din Republica Elenă, anul 1973 reprezintă rescrierea Constituției din Grecia din 1968 făcută de dictatorul grec Georgios Papadopoulos, cu scopul de a aboli monarhia în Grecia. Aceasta înlocuia termenii de „monarhie parlamentară” și „rege” cu „democrație republicană” și „Președinte al Greciei”. În iulie în același an, a avut loc un referendum măsluit prin care 21.56% din voturi au fost pentru monarhie și 78.44% împotriva ei.